# Федерация дзюдо Таджикистана
«Федерация дзюдо Таджикистана» (тадж. Федератсияи ҷудои Тоҷикистон, англ. Tajikistan Judo Federation) — общественная организация, занимающаяся развитием дзюдо, проведением спортивных мероприятий, турниров и соревнований на территории Таджикистана. С 1992 года, является членом Международной федерации дзюдо и Азиатского союза дзюдо. Юридический и фактический адрес — Душанбе, ул Айни 24.

## Предыстория
В 1973 году по инициативе Ахтама Раджабова, при спорткомитете Совета Министров Таджикской ССР был создан отдел по развитию дзюдо в стране. И ему же было доверено обучение таджикистанских спортсменов навыком этого олимпийского вида спорта. За короткий срок, дзюдо стал очень популярен в Таджикистане, так как очень был схож с местным национальным видом спорта «Гуштингири», который имел древнейшие корни. А позже в 1983 году были открыты секции и для женщин. В период постсоветского времени, было воспитанно много прославленных спортсменов, которые показывали высокие результаты не только в Таджикистане но и на всесоюзных соревнованиях. Первый таджикский дзюдоист, который завоевал медаль чемпионата СССР для страны был Киромов Шамс(ВК-66кг). В 1986 году на первенстве СССР в Москве, этот воспитанник Саидмумина Рахимова и Рахматджона Норматова удостоился серебряной медали. Другим большим достижением на тот период считается серебряная медаль Молобоева Мутило(ВК-71кг) на спартакиаде народов СССР в том же 1986 году вышеуказанного тренерского состава.
Сама Федерация дзюдо Таджикистана была создана в 2004 году по инициативе в прошлом одного из выдающегося борца страны Саидмумина Рахимова, но свой официальный статус она получила 8 октября 2009 года, зарегистрировавшись в реестре Министерства юстиции как общественная организация «Федерация дзю-до Таджикистана».
Лучшая спортивная федерация олимпийского вида спорта в 2022 году (Таджикистан).

## Руководители Федерации
| Период     | Руководство       |
| ---------- | ----------------- |
| 2004—2008  | Саидмумин Рахимов |
| 2009—2021  | Нурулло Лоиков    |
| 2022—н. в. | Исмоил Махмадзоир |

## Функции Федерации дзюдо Таджикистана
- Организация и проведение чемпионатов Таджикистана и других национальных турниров, а также международных состязаний по дзюдо на территории Таджикистана,
- Формирование составов сборных команд страны, обеспечение их подготовки и участия в международных соревнованиях,
- Формирование составов тренеров, организация и проведение семинаров, лекций по повышению квалификации специалистов дзюдо,
- Участие в разработке нормативов и требований единой спортивной классификации по дзюдо в стране,
- Осуществление международных спортивных связей,
- Представление интересов Федерации в международных спортивных организациях и участие в деятельности этих организаций.

## Руководство
Руководство Федерации по состоянию на 1.1.2023
| Должность             | Имя               |
| --------------------- | ----------------- |
| Президент             | Исмоил Махмадзоир |
| Первый вице-президент | Эргаш Махмадбеков |

## Достижения воспитанников дзюдо

### В период СССР
- Чемпионат СССР по дзюдо (Москва, 1986) — Киромов Шамс[9]
- Спартакиада народов СССР (Киев, 1986) — Мутило Мулобоев[10]
- Спартакиада СО "Динамо" (Рязань, 1987) — Киромов Камар[9]
- Спартакиада СО "Динамо" (Рязань, 1987) — Мутило Мулобоев[10]
- Чемпионат СССР по дзюдо среди юниоров (Ташкент, 1988) — Ахмедов Салим
- Чемпионат СССР по дзюдо среди юниоров (Ташкент, 1988) — Рахимов Саидахтам
- Чемпионат СССР по дзюдо среди юниоров (Ташкент, 1988) — Аббасов Агамурад
- Чемпионат СССР по дзюдо среди юниоров (Ташкент, 1988) — Сборная Таджикская ССР(общекомандное)
- Чемпионат СССР по дзюдо среди молодежи (Душанбе, 1989) — Сафаров Хуршед
- Чемпионат СССР по дзюдо среди молодежи (Барнаул, 1989) — Подабонов Вайсиддин
- Всесоюзные спортивные молодежные игры (Донецк, 1989) — Шарипов Нурали

### В новейшей истории

#### Олимпийские игры
- Расул Бокиев — (Пекин, 2008)

#### Чемпионаты мира
- Расул Бокиев — (Рио-де-Женейро, 2007)
- 3  Сомон Махмадбеков - (Абу-Даби, 2024)

#### Чемпионаты мира среди молодёжи
- Сомон Махмадбеков — (2017)
- Сомон Махмадбеков — (2019)
- Нурали Эмомали — (2022)

#### Кубки мира
- Расул Бокиев (2010, 2011, 2012)

#### Кубки Европы
- Комроншохи Устопириен — (2016)

#### Летние Азиатские игры
- Хайрулло Назриев — (Хиросима, 1994)
- Расул Бокиев — (2006, 2010)
- Комроншохи Устопириен — (2018)
- Шакармамад Мирмамадов — (2018)
- Бехруз Ходжазода — (2022)
- Сомон Махмадбеков — (2022)

#### Чемпионаты Азии
- Комроншохи Устопириен — (2016, 2017)
- Комроншохи Устопириен — (2019)
- Комроншохи Устопириен — (2015, 2021)
- Расул Бокиев — (2005, 2012)
- Сомон Махмадбеков — (2021)
- Сомон Махмадбеков — (2022)
- Шодмон Ризоев — (2022)

#### Чемпионаты Азии среди молодёжи
- Шодмон Ризоев — (2021)

#### Кубки Азии
- Комроншохи Устопириен — (2014, 2015)

#### Гранд При
- Комроншохи Устопириен — (2014, 2017, 2018, 2023)
- Комроншохи Устопириен — (2015, 2017, 2021)
- Комроншохи Устопириен — (2013, 2013, 2019)
- Обид Джебов — (2023)
- Сомон Махмадбеков — (2023)
- Темур Рахимов — (2023)
- Бехруз Ходжазода — (2019, 2023)
- Мехрзод Суфиев — (2023)

#### Гранд Слам
- Бехруз Ходжазода — (2019)
- Сомон Махмадбеков — (2023)
- Сомон Махмадбеков — (2019)
- Темур Рахимов — (2022)
- Темур Рахимов — (2023)
- Обид Джебов — (2023)

#### Мастерс
- Бехруз Ходжазода — (2023)
- Темур Рахимов — (2022)
- Темур Рахимов — (2023)